# Acappella
Acappella é um grupo vocal cristão estadunidense, fundado em 1982 por Keith Lancaster. Keith é membro das Igrejas de Cristo (Churches of Christ), que geralmente não usam intrumentos musicais na adoração musical. Keith acabou por criar um grupo, inicialmente chamado de His Image. Depois de alguns anos, o grupo passou a se chamar Acappella, nome que mantém até hoje.
O Acappella já teve diferentes formações. Foi uma dupla, trio, quarteto, e até quinteto, como a formação atual. Na maior parte de sua história, foram apenas quatro integrantes. Na formação inicial, Keith Lancaster era um dos cantores. O parceiro mais frequente de Keith era Rodney Britt, que cantava barítono e baixo.
Em 1988, houve uma grande mudança no Acappella, Keith deixa de cantar no grupo, e convida Gary Moyers, George Pendergrass e Wayburn Dean para se juntarem a Rodney Britt, na formação que gravou o álbum Sweet Fellowship.
Após a gravação de Sweet Fellowship, Rodney sai do grupo, dando lugar a Duane Adams, sendo formada a formação mais popular do grupo, sendo assim até os dias de hoje, além de ser a formação que durou mais tempo em toda a história do Acappella. Em 1994, Wayburn sai do Acappella para dar lugar a Robert Guy, que passa a cantar baixo enquanto Duane passa para o barítono.
A formação com Robert durou apenas dois anos e meio, gravando apenas dois álbuns, já que George Pendergrass deixou o grupo no início de 1995, dando lugar a Steve Reischl, este alternava com Duane entre barítono e 2º tenor. Aos poucos os membros foram saindo e entrando, Gary Moyers sai do grupo na segunda metade de 95 para voltar em 97 enquanto Duane permanece até este mesmo ano, e aos poucos a formação clássica vai se descaracterizando.

## Integrantes

### Atuais
Keith Lancaster anunciou recentemente que as formações do Acappella irão variar mesclando novos talentos e cantores das antigas formações.
O grupo tem se apresentado nos EUA com a seguinte formação:
- Anthony Lancaster
- Aaron Herman
- Robert C. Guy
- Jeremy Swindle
- Wes McKinzie
- Jabbarri Jones

## Discografia
- Perfect Peace (1984, Clifty Records)[1]
- Travelin' Shoes (1985, Clifty Records)
- Conquerors (1986, Clifty Records)
- Better Than Life (1987, Clifty Records)
- While the Ages Roll On (1987, Clifty Records)
- Sweet Fellowship (1988, Clifty Records)
- Growing Up In The Lord (1989, Clifty Records)
- A Savior is Born! (1989, Clifty Records, with AVB)
- He Leadeth Me (1990, Acappella Music Group)
- Rescue (1990, Word)
- We Have Seen His Glory (1991, Word)
- Set Me Free (1993, Word)
- Acappella En Español (1994, Word)
- Gold (1994, Word)
- Platinum (1994, Word)
- Hymns For All The World (1994, Word)
- Beyond A Doubt (1995, Word)
- Act of God (1997, Word)
- The Collection (1998, Diamante)
- All That I Need (1999, Diamante)
- Hymns For All The Ages (2001, The Acappella Company)
- Live From Paris (2002, The Acappella Company)
- Heaven And Earth (2004, The Acappella Company)
- Radiance (2006, The Acappella Company)
- Find Your Way (2009, The Acappella Company)